# Сіднично-куприковий м'яз
Сідничо-куприковий м'яз (m. ischiococcygeus) бере початок від внутрішньої поверхні сідничої кі стки, обходить пряму кишку, з'єднується собою і прикріпляється до верхівки куприка.